# Фонтне ле Бри
Фонтне ле Бри (фр. Fontenay-lès-Briis) насеље је и општина у Француској у региону Париски регион, у департману Есон која припада префектури Палесо.
По подацима из 2011. године у општини је живело 1881 становника, а густина насељености је износила 193,52 становника/km². Општина се простире на површини од 9,72 km². Налази се на средњој надморској висини од 105 метара (максималној 170 m, а минималној 59 m).

## Демографија
| 1962. | 1968. | 1975. | 1982. | 1990. | 1999. | 2011. |
| ----- | ----- | ----- | ----- | ----- | ----- | ----- |
| 847   | 929   | 1.168 | 1.204 | 1.567 | 1.707 | 1.881 |

График промене броја становника у току последњих година